# Buddhi
Buddhi (od rdzenia budh „budzić, obudzony, przebudzony”) – kategoria ontyczna, pierwiastek subtelny w religiach dharmicznych. Termin używany również w jodze.

## Hinduizm
Jedna z tattw w filozofii indyjskiej powstałych z prakryti. Cześć antahkarany.

Buddhi indywidualna (wjasti buddhi) – nieskończenie mała część kosmicznej buddhi (samaszti buddhi), powstałej z czystego mahat radźasu – części radźasowej mahat tattwy.
Bóstwem buddhi jest Brahma.